# Wild Bill Hickok
 Der er for få eller ingen kildehenvisninger i denne artikel, hvilket er et problem. Du kan hjælpe ved at angive troværdige kilder til de påstande, som fremføres i artiklen.

James Butler Hickok (Wild Bill Hickok født 27. maj 1837 i Troy Grove i Illinois i USA, skudt 2. august 1876 i Deadwood i South Dakota) var en amerikansk revolvermand og sheriff i Det Vilde Vesten. Hans forældre var William Alonzo Hickok (1801-1852) og Polly Butler (1804-1878).
Firmaet Russell, Majors and Waddell ansatte ham i 1859. I den egenskab blev han involveret i McCanless-affæren. Firmaet havde købt jord af David McCanless uden at kunne klare afdragene. McCanless forsøgte forgæves at inddrive gælden. Hvad der skete under en hed konfrontation ved firmaets hovedkvarter i 1861 er uklart på grund af modstridende vidneforklaringer, men McCanless døde. Wild Bill blev frikendt ved retssagen.
Under borgerkrigen kæmpede han på Nordstaternes side. Opgaverne varierede, men han var ofte vognfører og detektiv. Hans indsats under krigen kombineret med duellen med David Tutt kan have bidraget til hans ry. Kavalerikaptajn Albert Barritz, der arresterede ham, vidnede til Bills fordel.
I 1866 blev han spejder i hæren og var det mere eller mindre til slutningen af 1869. Han lærte general Custer at kende, som gav ham en hæderlig omtale i selvbiografien My Life on the Plains (1874). 
Fra 1869 fungerede han som sheriff i Hays City, et arbejde han gjorde godt. Alligevel tabte han sheriffvalget i november 1869. Den følgende tid arbejdede han igen som deputy U.S. marshall. Den 17. juli 1870 var han i Hays City og blev indblandet i et sammenstød med fulde kavalerister. Da dræbte han John Kile.
Borgmester Joseph G. McCoy udnævnte ham til marshall i Abilene (en by som texanerne førte kvæg til, før det blev sendt med jernbane vestover) den 15. april 1871. texanerne behøvede ham ikke efter 1872og dermed forsvandt meget af hans arbejdsgrundlag.
Fra 1872 til 1874 var han med i «Buffalo Bill's Wild West Show», men han trivedes ikke. Da han vendte tilbage til det virkelige vesten, er det uklart, hvad han gjorde fra 1874 til 5. marts 1876.
Den 5. marts 1876 giftede han sig med Agnes Lake Thatcher, som han havde mødt i 1871. 
Han drog til guldgraverbyen Deadwood for at prøve lykken. Under et pokerspil den 2. august 1876 blev han skudt i baghovedet af Jack McCall. McCall blev utroligt nok frikendt i den første sag, men blev dømt til døden af den føderale domstol i Yankton (Dakota). Henrettelsen skete den 1. marts 1877. Hvorfor han dræbte Hickok er delvist uklart.
En af teorierne går på, at Wild Bill nogle dage før sin død skulle have deltaget i et pokerspil, hvor Jack McCall også havde deltaget. Wild Bill skulle have vundet stort og taget alle Jack McCalls penge med i den pulje. Han skulle have smidt et par dollars på bordet og sagt til Jack McCall ´´Så har du også til et måltid mad´´, hvorefter han havde rejst sig og forladt saloonen. Nogle mener, at Jack McCall af den grund følte sig ydmyget og ville have hævn. I den første retssag sagde McCall, at det var en hævnakt for at Bill dræbte hans bror i Hays City (han blev utroligt nok frikendt på det grundlag). Før han blev henrettet, sagde McCall, at han ville nedskrive, hvad der virkelig var sket. Dette skete desværre ikke. Det viste sig, at McCall slet ikke havde en bror.
Wild Bill havde ikke havde noget nært forhold til Calamity Jane, men de er begravet på samme kirkegård. Jane forsøgte at få folk til at tro det, at der var et forhold. (vennerne ændrede blandt andet hendes dødsdato fra 1. august 1903 til 2. august 1903).